# Kasteel ter Spangen
Het Kasteel ter Spangen (ook wel ter Nesse genoemd) was een middeleeuws kasteel dat gelegen was nabij het dorp Overschie. De voormalige locatie van het kasteelterrein is terug te vinden in de Spaanse Polder aan de Bornissehaven en Breevaartstraat. De Rotterdamse wijk Spangen is naar dit kasteel vernoemd.

## Verloop
In de 13e eeuw begon de heer Uyter Nesse met de bouw van een stevige woontoren op een opgeworpen heuvel, met muren van circa twee meter dik. De omtrek van het terrein was toen 9 bij 9 meter. Door het krijgsgeweld in de Hoekse en Kabeljauwse twisten werd deze toren in 1359 deels verwoest. Nadat Phillips van Spangen deze toren erfde maakte hij er een kasteelcomplex van met vijf torens (1385-1400). Het terrein bevatte toen 27 morgen land en het riviertje 'de Spange' stroomde nog in de nabijheid van het kasteel. In 1426 kwam Willem Nagel met zijn Hoekse krijgsmannen langs het kasteel en verwoestte het volledig. Phillips II van Spangen bouwde het kasteel opnieuw op (1443-1460).
In 1488 werd het slot geplunderd en weer beschadigd door mannen van Frans van Brederode tijdens de Jonker Fransenoorlog. In 1490 spande Philips van Spangen een rechtszaak aan bij het grafelijk hof in Den Haag. Hij eiste een vergoeding van circa 7000 pond voor de schade aan zijn huis. Bij de uitspraak op 28 juli 1501 kreeg hij slechts 600 pond vergoed. In 1550 blijkt het kasteel weer in goede staat te zijn, zoals is te zien op tekeningen en schetsen van onder andere A. Rademaker. In 1572 werd het slot bezet door de watergeuzen onder de graaf van Lumey. Hetzelfde jaar werd het kasteel verwoest door een bende uit Delft. Toen de Spanjaarden het in 1574 in handen kregen, besloten die het in brand te steken, zo dat niemand het meer kon bezetten. Daarna werd het slot nooit meer herbouwd.
De ruïne bleef door de eeuwen heen staan, tot in 1920 werd begonnen met de ontpoldering van de Spangense polder, ook wel verbasterd tot Spaanse Polder, om een industriegebied aan te leggen. J.G.N. Renaud deed nog onderzoek naar het kasteel in 1941, waarna de resten werden weggehaald voor het aanleggen van de Bornissehaven.

## Bezitters
- Jacob Uyternesse (1180-??), heer van Spangen
- Philips I (1204-1236), heer van Spangen, Uyternesse en Mathenesse
- Dirk Beukel of Bokel (1245), heer van Spangen, Uyternesse en Mathenesse
- Philips II (1275), heer van Spangen, Uyternesse en Mathenesse
- Johan (1300-1340), heer van Spangen en Uyternesse
- Dirk of Diederik (1330-1380), heer van Spangen en Uyternesse
- Philips III (1365-1424), heer van Spangen en Uyternesse
- Engelbrecht of Egbert (1402-1450), heer van Spangen
- Philips IV (1442-1507), heer van Spangen, Vlijmen, Nagtegaal, Waspik en Raamsdonk